# Y học cổ truyền

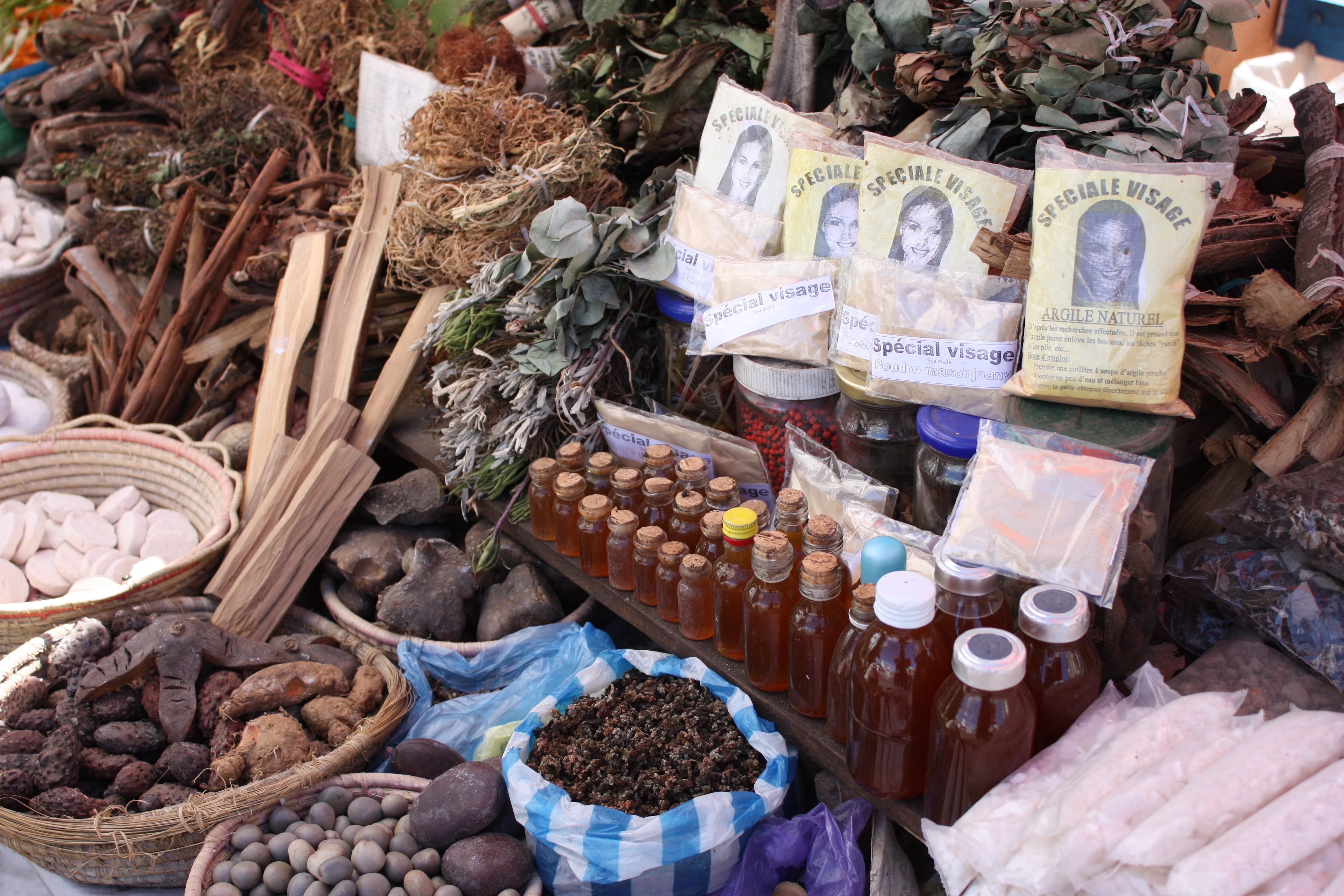
Y học cổ truyền tại một khu chợ ở Antananarivo, Madagascar

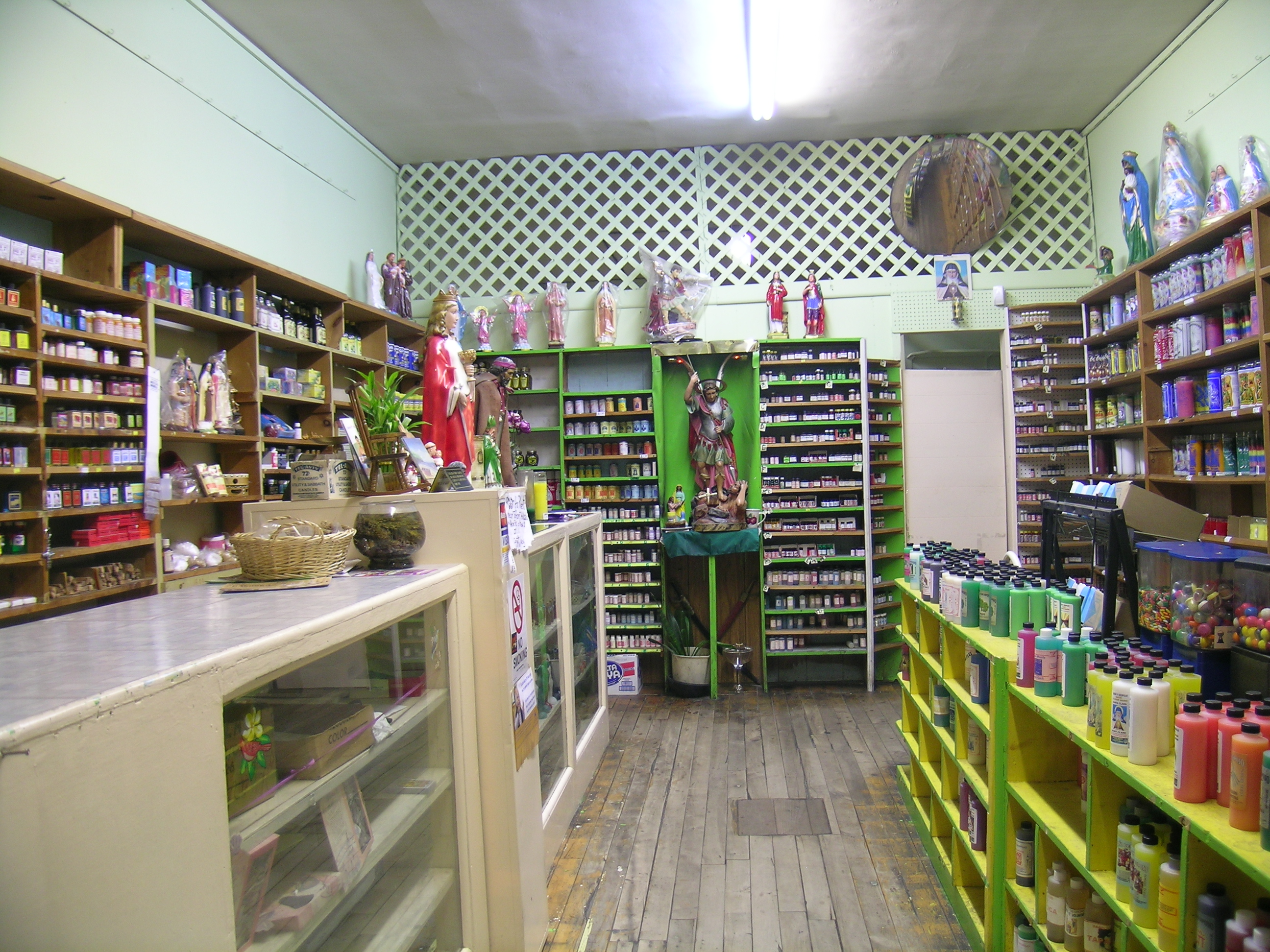
Botánicas tại Jamaica Plain, Boston, phục vụ cho cộng đồng người Mỹ gốc Latin và bán thuốc cổ truyền bên cạnh các bức tượng của các vị thánh, nến được trang trí bằng những lời cầu nguyện, tre may mắn và các mặt hàng khác.

Y học cổ truyền (Tiếng anh: Traditional medicine) là ngành y học nghiên cứu các kiến thức, kinh nghiệm phòng bệnh, chữa bệnh truyền thống được phát triển, đúc kết qua nhiều thế hệ trong các quốc gia, xã hội khác nhau. Tổ chức Y tế Thế giới (WHO) định nghĩa y học cổ truyền là "tổng hợp của các kiến thức, kỹ năng và thực hành dựa trên lý thuyết, niềm tin và kinh nghiệm bản địa của các nền văn hóa khác nhau, dù có thể giải thích hay không, được sử dụng trong việc duy trì sức khỏe. như trong phòng ngừa, chẩn đoán, cải thiện hoặc điều trị bệnh thể chất và tinh thần ". Y học cổ truyền là nền móng và nguồn tài nguyên cho y học khoa học.
Mỗi quốc gia đều có 1 nền y học cổ truyền riêng. Ở một số nước châu Á và châu Phi, có tới 80% dân số sử dụng dịch vụ y học cổ truyền để chăm sóc sức khỏe ban đầu của họ.Y học cổ truyền thường bị coi là một hình thức của y học thay thế. Các trường phái thực hành của ngành này có thể bao gồm y học dân gian châu Âu, Trung Y (y học của Trung Quốc), y học cổ truyền Việt Nam, Y học cổ truyền La mã, Y học cổ truyền Hy Lạp, Mayongia bản địa truyền thống (Assam), y học bản địa truyền thống của Assam và phần còn lại của đông bắc Ấn Độ, y học cổ truyền Hàn Quốc, y học cổ truyền châu Phi, Ayurveda, Siddha, Unani, Y học Iran cổ đại, Iran (Ba Tư), Y học Hồi giáo, Muti và Ifá.
Các ngành khoa học nghiên cứu trong y học cổ truyền bao gồm dược liệu, thảo dược học, phương pháp điều trị  không dùng thuốc, trị liệu bằng tác nhân vật lý, dưỡng sinh, dinh dưỡng, tâm lý học, y học dự phòng, phục hồi chức năng, nắn bó xương khớp (đã trật), ethnoménine, ethnobotany và nhân học y tế.
Tuy nhiên, WHO lưu ý rằng "việc sử dụng thuốc hoặc thực hành truyền thống không phù hợp có thể có tác dụng tiêu cực hoặc nguy hiểm" và " cần nghiên cứu thêm để xác định tính hiệu quả và an toàn" của một số phương pháp và cây thuốc được sử dụng bởi các hệ thống y học cổ truyền. Cuối cùng, WHO đã thực hiện chiến lược 9 năm để "hỗ trợ các quốc gia thành viên trong việc phát triển các chính sách chủ động và thực hiện các kế hoạch hành động nhằm tăng cường vai trò của y học cổ truyền trong việc giữ cho dân số khỏe mạnh." 
Hiện nay, Xu thế nhiều quốc gia đã đưa y học cổ truyền của họ vào hệ thống y tế chính thống, được thực hành bởi các bác sĩ y khoa, sử dụng cả các phương pháp y khoa kết hợp y học cổ truyền, nhằm tạo điều kiện mở rộng y học, tìm các phương pháp điều trị mới, thể hiện tính độc lập và bản sắc y học của từng quốc gia.